# The-Pulsar
The-Pulsar  — один из старейших российских коллективов, играющих в стиле Electonic Body Music и Electro-Industrial.

## История группы
Один из флагманов отечественного электро-индастриала, группа, получившая при крещении название «The-Pulsar», была сформирована в Санкт-Петербурге на рубеже 1995/96 годов Алексеем Бойцовым, Владимиром Сокоушиным и Александром Сусловым. Изначально в своём творчестве участники ориентировались на классический EBM девяностых в духе актуальных работ «Front 242» и «Front Line Assembly», умышленно избегая уклонов в крайности, в виде модных в те времена коллабораций с трансом, брэйкбитом и другими клубными течениями. Одной из уникальных черт группы стала лирика. The-Pulsar позволяли себе эстетствовать, вдохновляясь Тарковским и личными переживаниями на близкие каждому темы. После записи двух демо «Universe» (1996) и «When Your Body Die» (1997) в 1999 году на питерском лейбле «Бомба-Питер» была выпущена кассета с альбомом проект под названием «Revolution», который помог группе заявить о себе, однако из-за низкой популярности в России тяжелой электронной музыки и упадком «темной» культуры в целом, в широких музыкальных кругах остался незамеченным.

В 2004-м году к проекту присоединяется Сергей Наан, который дает очень сильный и качественный толчок творчеству коллектива. Известность приходит к «The-Pulsar» после выхода в 2005 году следующего полноформатного альбома «Awakening», увидевшем свет на молодом венгерском лейбле «Advoxya Records». С этого момента в истории группы наступает наиболее успешный и плодотворный период. Следующим, выходит сборник ремиксов «re-Awakening», в котором поучаствовали многие известные представители отечественной и зарубежной индустриальной сцены, такие как «Spin Provider», [T.3.R.], «Repus Tuto Matos», «Altera Forma», «Wavefall» и тд. Затем, с новым звуком, был переиздан ранний альбом «Revolution (Reloaded)», включавший бонусные материалы не попавшие на «Awakening».
C сентября 2007-го по август 2008-го группа усиленно работала над своим очередным полноформатником «Never», который вышел в ноябре и представил полностью обновленное звучание «The-Pulsar», ставшее ещё более атмосферным, эпичным и высокотехничным. Релизы группы удостаивались хвалебных отзывов в западных изданиях. Коллектив много и успешно выступал, деля сцену, том числе, с такими артистами как «Haujobb», «Colony 5», «Wavefall», «Altera Forma», «Impact Pulse» и многими другими, но постепенно уходил в тень.

Работа над следующим, пятым, студийным альбом «Transformation Of The Flight» заняла чуть больше времени, чем обычно. Впервые, в своей истории, группа обратила внимание на родную лирику и, в итоге, все песни были написаны и исполнены на русском языке. Диск, выпущенный в привычном уже альянсе с «Advoxya Records», в декабре 2012 года, удивил тем, что на нем группа довольно далеко отошла от того стиля, с которого начинался её творческий путь, и теперь сами музыканты затруднялись дать точное стилистическое определение своей музыке. Это была взрослая, самостоятельная работа, не рассчитанная на сиюминутное восприятие, и не нуждавшаяся в классифицировании. Такое бывает, когда артист пишет, в первую очередь для себя, а не по запросу актуальных веяний и тенденций. К проекту присоединяются барабанщица Валентина Векшина и известный гитарист Александр Невский (Северные врата, Nomans Land).После серии выступлений в поддержку «Transformation Of The Flight» группа на время ушла в тень. Вслед за периодом активности, в деятельности коллектива наступило относительное затишье, совпавшее с очередной перестановкой сил на мировой и отечественной электронной сценах.

В 2016 году неожиданно ушел из жизни Сергей Наан не принимавший участия в концертных выступлениях, но являвшийся важным, системообразующим членом коллектива. Алексей Бойцов посвятил себя участию в различных сторонних проектах, и на этом временном этапе The-Pulsar появлялись на сцене достаточно редко. Коллектив, практически не существует, но и нет никаких объявлений сообщавших о распаде группы.

В конце 2020 года многих врасплох застала информация, о том, что группа закончила работу над новым релизом и со дня на день готова опубликовать всю необходимую информацию по нему.
Шестой студийный альбом «Pathetics» был представлен на многих крупнейших он-лайн площадках в начале февраля, и мгновенно получил массу восторженных откликов. Как стало известно, он вобрал в себя как совершенно новые треки, так и написанные во времена «Трансформации», но отвергнутые из-за несоответствия концепту. Можно сказать, что с «Pathetics» группа совершила эффектное возвращение к своим корням, представив высокотехнологичную смесь электронных жанров, наполненную чувствами и экспрессией.

## Участники
- Алексей Бойцов — музыка, тексты, вокал, программирование
- Vaavan Repus — вокал, live

## Бывшие участники
- Владимир Сокоушин — программирование
- Сергей Наан — идеология, программирование
- Валентина Векшина — барабаны
- Александр Невский — гитара
- Александр Суслов — программирование

## Альбомы
- Universe — 1996 (demo)
- When Your Body Die (EP) — 1997 (demo)
- Revolution — 1999
- Awakening — 2005
- re-Wakening(EP) — 2006
- Revolution-Reloaded — 2007
- Never — 2008
- Трансформация Полета (Transformation Of The Flight) — 2012
- Pathetics — 2021
- Endemic — 2025

## Сборники
- VA — Russian Existence: A Tribute To Project Pitchfork (2005)] 02. The-Pulsar — Existance
- VA — Colours Of Black: Russian Dark Scene Compilation Vol.2 (2CD) (2006)] 11. The-Pulsar — Wolf (Black Colors rmx)
- VA — Post Alcoholic Body Syndrome Vol.1 (2007) 01. The-Pulsar — Resistance v.2
- VA — On The Parallel Front (2008) 04. The-Pulsar — Point Of No Return
- VA — Post Alcoholic Body Syndrome Vol.2 (2009)] 02. The-Pulsar — Treasure (pre-album version)

## Пресса
- The-Pulsar Pathetics Review by Side-Line Music Magazine (2021)
- Side-Line Music Magazine Interviews (2008)
- Chain d.l.k. Interviews(2006)
- Chain d.l.k. The-Pulsar Re-wakening Review(2006)
- The-Pulsar Never Review(2008)
- Interview by Stéphane Froidcoeur
- The-Pulsar Never Review by Side-Line Music Magazine(2008)
- The-Pulsar Transformation Of The Flight Review by Darkroom-Magazine.it(2012)
- Рецензия The-Pulsar Transformation Of The Flight от Infraschall Radio(2012)